# 神秘の島
『神秘の島』（しんぴのしま、原題 L'Île mystérieuse ）は、フランスの作家ジュール・ヴェルヌが1874年に発表した冒険小説である。他の日本語タイトルとしては『神秘島物語』、『ミステリアス・アイランド』などがある。

## ストーリー

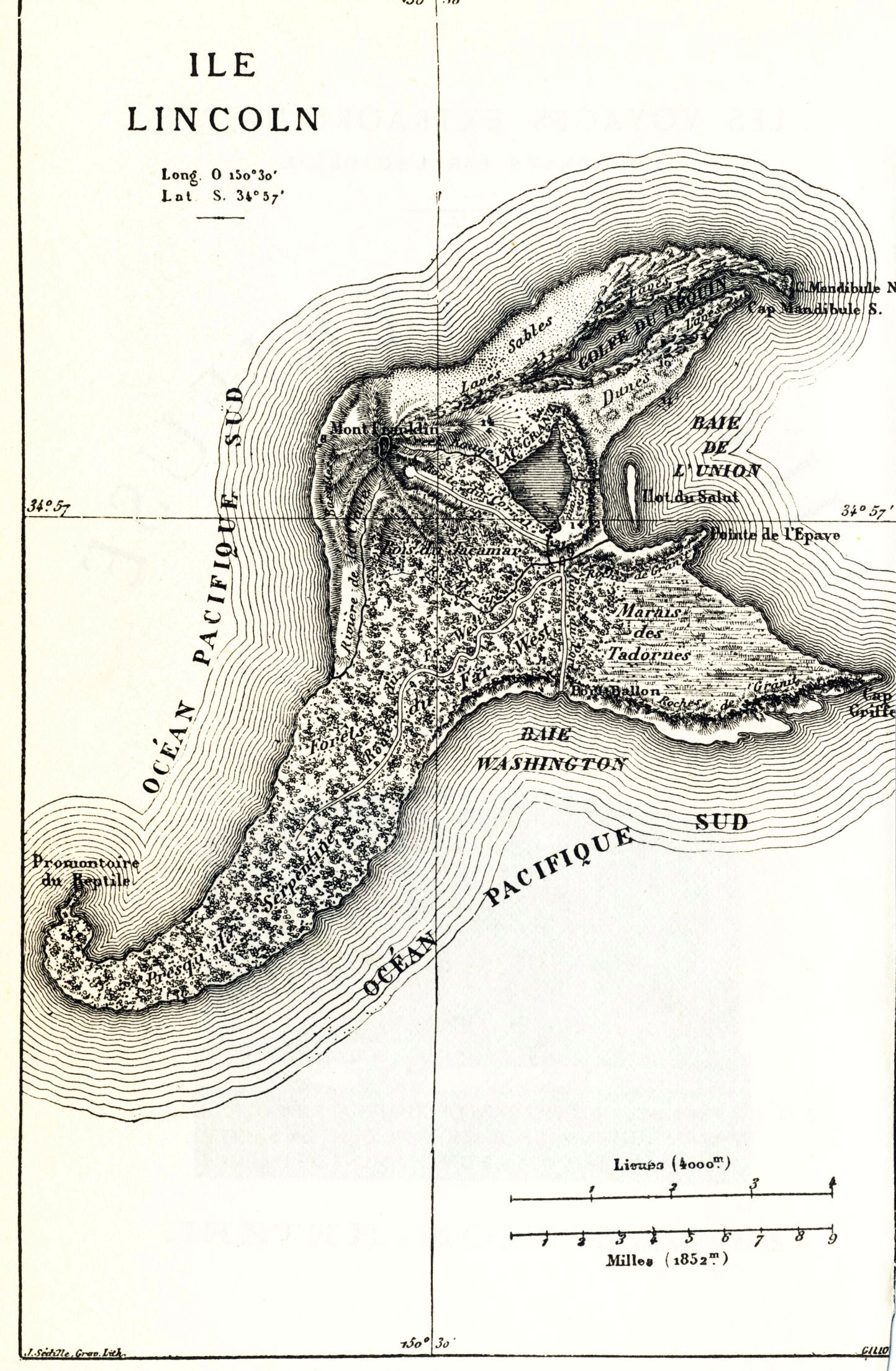
リンカーン島

南北戦争のさなか、南軍拠点であるバージニア州首都リッチモンドはユリシーズ・S・グラント将軍率いる北軍により包囲されてしまった。南軍は包囲網を突破するため、気球で外の南軍と連絡を取ることを計画する。リッチモンド内に南軍の捕虜として監禁されていた北軍の支持者たちは、この気球を奪って脱出することを計画し、1865年3月20日に脱出を決行する。しかし、途中で気球が降下を始め、3月24日に太平洋上のある無人島に漂着する。
南緯34度57分00秒 西経150度30分00秒 / 南緯34.95000度 西経150.50000度に位置するこの島は地図にも載っておらず、他の島とも離れ、航路からもかなり外れた位置にあった。救助は絶望的と見た一行はこの島をリンカーン島と名付け、サイラス技師をリーダーとしてここで自活することを決心する。
島での暮らしは順調だったが、散弾で仕留められた猛獣が見つかったり、海賊の船が機雷により沈没させられるなど、彼らを危難から救うような不思議な出来事が多発する。そして1868年10月15日に何者かから彼らのもとに連絡が入る。そのあとを追っていくと、海底洞窟があらわれ、そこには潜水艦ノーチラス号が碇泊していた。

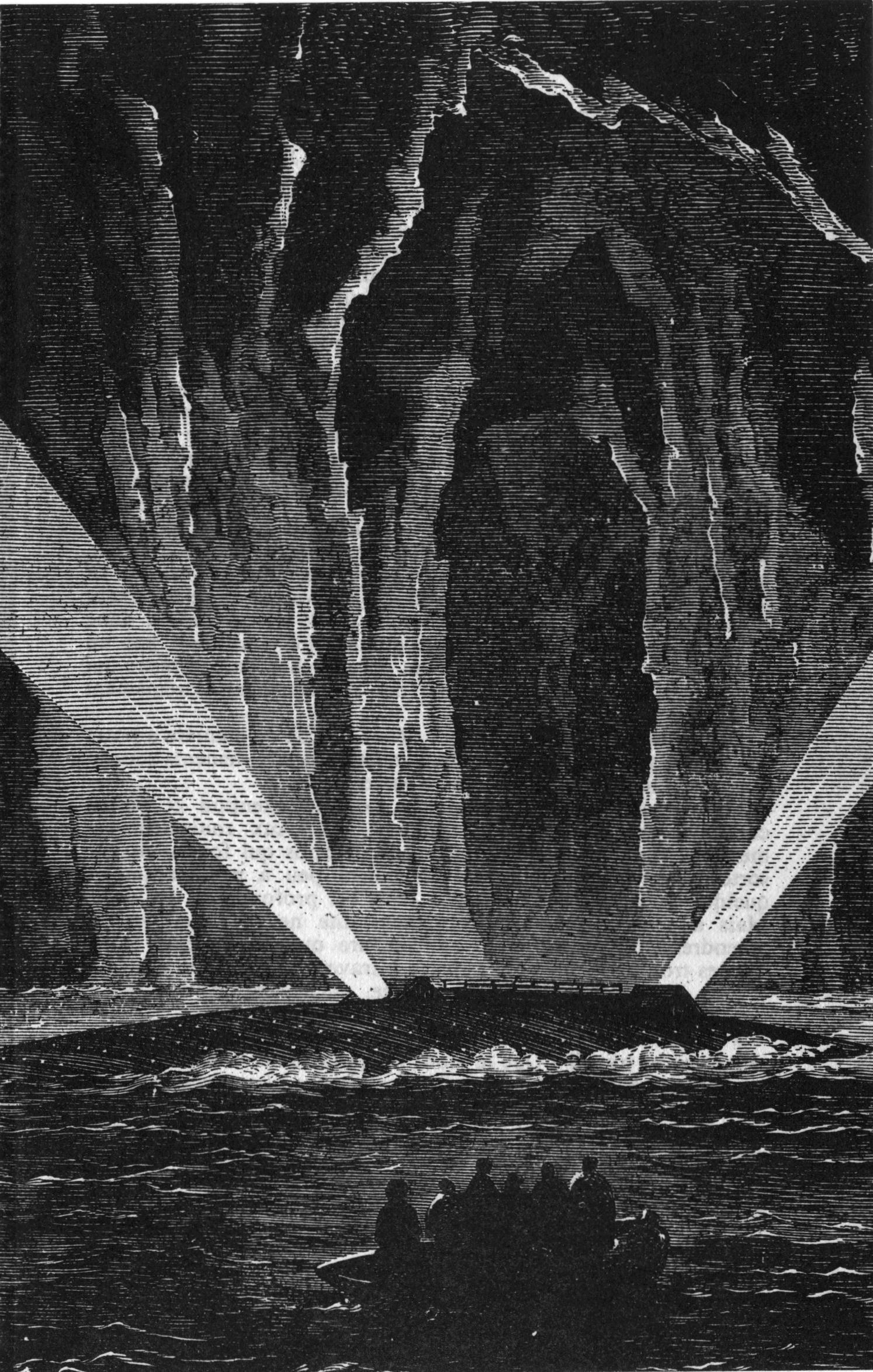
ノーチラス号

艦内にはネモ艦長と名乗る老人がおり、招き入れた彼らに自身と島の来歴を語り、遺言を残して息を引き取る。彼らは遺言どおりにノーチラス号をネモの棺として海底深くに沈めた。
一方、サイラスはネモから近いうちにこの島が崩壊することを知らされていた。脱出用の船の建造を進めていた彼らは作業を急ぐが、1869年3月8日の夜に島のマグマだまりと海を隔てていた岩盤が崩壊し、島は水蒸気爆発により一瞬にして吹き飛んでしまう。彼らはわずかに残った岩の上で救助を待つが水と食糧が枯渇。しかし、島に漂着してからちょうど4年後の3月24日の朝、グレナヴァン卿がタボル島に残されたネモの書き付けを発見し、彼らは卿のダンカン号により救助される。
故郷に戻った彼らは、ネモの遺した財宝を元にアイオワ州の広大な土地を買い取り、そこをリンカーン島開拓地と名付けて開拓に身を投じるのだった。

## 他作品との関係
この作品には、『海底二万里』に登場したネモ艦長や『グラント船長の子供たち』に登場したエアトンなども登場するため、『グラント船長の子供たち』、『海底二万里』、『神秘の島』を合わせて三部作とされることがある。しかし、各々の作中で示される年代が矛盾しており、ヴェルヌも注釈で日付の違いについて「やがてなぜ正確な日付が記されなかったか、おわかりいただけると思う。」と書いたが、結局説明がなされぬまま終わった。
『神秘の島』内で説明される時系列順の年表（ページ数は集英社文庫版参照）
（ネモと上陸者一行が会話をしたのは1868年10月15日なので、ネモの回想で「何年前」というセリフはこの年を起点として計算した。）
- 1838年頃:直接対談時のネモ船長によると「30年間わしは海の底で暮らしてきた」というのでこの年にノーチラス号を建造したはず（下巻P356）。
- 1852年頃:ネモによると『海底二万里』のエピソード[脚注 1]は「今（1868年）から16年前」なのでこの年になるはず（下巻P356）。
- 1855年:改心して過去を告白したエアトンによると、前年12月から『グラント船長の子供たち』のエピソードがあり[脚注 2]、この時悪事を働いたエアトンはこの年の3月18日にタボル島に置き去りにされる（下巻P105-112）。
- 1857年:ネモによるとこの年セポイの反乱（1857-1859）に加わるが、家族を全員喪う。これをきっかけに地上に別れを告げて潜水艦ノーチラス号を造った（下巻P360）。
- 1862年頃：ネモによると「6年前からリンカーン島の海底洞窟にノーチラス号を格納していた。」としており、この年に引退したはず（下巻P363）。
- 1865年:3月20日、南北戦争中のリッチモンドで南軍の捕虜になったサイラスらが気球で脱出。同年3月24日リンカーン島に不時着し上陸（上巻P34）
- 1866年:11月22日、ネモによるとこの日アロナックスたちがノーチラス号に収容されて『海底二万里』の物語が始まり、翌年6月22日に教授たちが脱走したという（下巻P362）。
- 1866年:10月14日、上陸者一行はタボル島でエアトンを保護（下巻P64-69）。同年11月3日、理性を取り戻した彼は今何年何月か問われ「1866年11月」と言われて「（置き去りにされて）12年間か」という（下巻P88）。
- 1868年:3月25日に上陸者一行がリンカーン島漂着3周年を祝う（下巻P323）。10月15日（下巻P340）、上陸者一行はこの時初めてネモと会う（下巻P354）。

## 登場人物

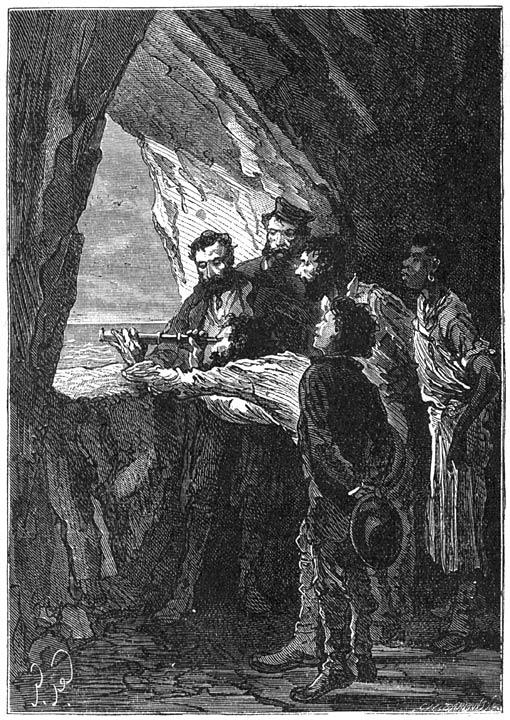
左からサイラス、エアトン、ジュデオン、ペンクロフ、ハーバート、ナブ

以下の日本語表記は『神秘の島（上・下）』清水正和訳 福音館書店に従う
サイラス・スミス技師（Cyrus Smith）
マサチューセッツ州出身の技師。年齢はおよそ45歳。才知に富み冷静、かつ器用で運動能力も高く、政府より鉄道指揮という戦略上重要な任務を命じられていた。イリノイ州の志願兵としてユリシーズ・S・グラント将軍のもとについていたが、1865年2月に行われたリッチモンドへの攻撃で南軍の捕虜となり、監禁された。
ジュデオン・スピレット（Gideon Spilett）
ニューヨーク・ヘラルド新聞の有能な特派員。年齢はおよそ40歳。サイラスと同じくユリシーズ・S・グラント将軍の部隊で従軍記者を務める。ノートとピストルを肌身離さず、激戦区であっても平然と記事を書き続ける。スケッチや射撃の腕前にも優れている。サイラスと共に南軍の捕虜となった。
ナブ（Neb）
サイラスの召使い。奴隷の家系に生まれた黒人であるが、奴隷廃止論者であったサイラスによって自由の身にされている。年齢はおよそ30歳。頭が良く純真な性格。本名はナブコドノサー（Nebuchadnezzar）だが、ナブと呼ばないと返事をしない。サイラスが捕虜になったと聞くやいなやリッチモンドへ潜入し、主人のもとへたどり着くことに成功した。
ペンクロフ（Pencroft）
水夫。年齢はおよそ35 - 40歳くらい。ハーバートをわが子のように可愛がっている。ある用事でリッチモンドに滞在していたところが街を包囲され、足止めを食らっていた。気球による脱出を最初に提案した人物。登場人物で唯一の喫煙者である。
ハーバート・ブラウン（Herbert Brown）
ニュージャージー州出身の15歳の少年。ペンクロフのかつての船長の息子であるが、父を失い今は孤児となっている。博物学に通じており、聡明であるためサイラスも一目置いているほどである。
トップ（Top）
サイラスの飼い犬。
ジュップ（Jupe）
リンカーン島で捕らえたオランウータン。ハーバート達に教え込まれ召使いとして働く。名前はペンクロフが以前飼っていたジュピターという名前のサルより。最後は島の爆発の時に死んでしまう。
エアトン（Ayrton）
ペンクロフ、ジュデオン、ハーバートがタボル島より連れてきた人物。もとはグラント船長の部下であったが、船長とのトラブルの末、反乱を起こす。その結果オーストラリア西岸に降ろされ、後に海賊となる。スコットランドのグレナヴァン卿一行の船を強奪しようとしたが失敗し、南太平洋の孤島、タボル島に降ろされ、そこで十数年間過ごす。過去の行状を悔いており、リンカーン島の住人を自分とは異なる立派な人たちと考えているため、サイラスたちと距離を置いて接している。彼の詳しい経歴は、『グラント船長の子供たち』に書かれている。
ネモ艦長（Capitaine Némo）
リンカーン島に住む老人。

## 日本語訳
- 『科学探検 神秘島物語 1.空の難破者』（内山賢次訳、福田新生画、フタバ書院成光館）1942
- 『科学探検 神秘島物語 2.絶海の孤島』（内山賢次訳、福田新生画、フタバ書院成光館）1942
- 『神秘島』（土居耕訳、岩崎書店、ベルヌ冒険名作選集12） 1960.3
- 『神秘の島』全2巻（手塚伸一訳、集英社、ヴェルヌ全集21・22） 1969.3-4：新書判
  - 『ミステリアス・アイランド - 神秘の島』上・下（手塚伸一訳、集英社文庫、ジュール・ヴェルヌ・コレクション） 1996.6
- 『神秘島』（白木茂訳、偕成社、ベルヌ名作全集14） 1969.6
- 『謎の神秘島』（土居耕訳、角川文庫） 1969.12
- 『神秘の島』上・下（清水正和訳、福音館書店、福音館古典童話シリーズ21・22） 1978.8-9：原書の挿絵を収録
- 『神秘島物語』（佐藤さとる翻案、講談社、痛快世界の冒険文学5） 1998.2
- 『神秘の島』第一部～第三部（大友徳明訳、偕成社文庫） 2004.9：原書の挿絵を収録

## 映像化
複数回にわたって映像化されている。そのうち1961年にレイ・ハリーハウゼンの特撮で作られた映画 Mysterious Island は『SF巨大生物の島』のタイトルで日本にも紹介されている。
1973年にはフランス・イタリア・スペイン合作のテレビドラマ L'île mystérieuse として、『かくも長き不在』（1961年）のアンリ・コルピ監督による演出、オマー・シャリフ主演で映像化された。しかしこの作品は、イタリアの名作曲家ジャンニ・フェッリオによる美しい音楽以外に見るべきところのない駄作と評価されている。このドラマは劇場公開用に再編集され、日本でも『ミステリー島探検／地底人間の謎』のタイトルで1976年8月に公開されている（ビデオ化された時のタイトルは『神秘の島／地底人間の謎』）。
また、カナダ製のTVシリーズ Mysterious Island （1995年）は日本ではNHK教育テレビジョン（Eテレ）で『ミステリアス・アイランド』として放映された（「海外少年少女ドラマ」の項も参照）。

### おもな映像作品
- 1929年：竜宮城 - The Mysterious Island
- 1941年：Таинственный остров (en:Mysterious Island (1941 film)) - ソ連の映画
- 1961年：SF巨大生物の島 - Mysterious Island
- 1973年：ミステリー島探検 地底人間の謎 - L'Île mystérieuse - イタリア、スペイン、フランス合作のテレビ・シリーズ
- 1995年：ミステリアス・アイランド - Mysterious Island - カナダのテレビ・シリーズ
- 2005年：ミステリアス・アイランド - Mysterious Island
- 2010年：ロスト5 - Mysterious Island
- 2012年：センター・オブ・ジ・アース2 神秘の島 - Journey 2: The Mysterious Island

## 引用・出典
1. 1 2 3 4  ジュール・フェラによる挿絵
2. ↑  ジュール・ヴェルヌ『ミステリアス・アイランド 神秘の島（上・下）』手塚伸一訳、集英社文庫、1996年、P115・367。